# This Kind of Punishment
This Kind of Punishment è un gruppo rock neozelandese attivo durante gli anni ottanta e ritenuti degli innovatori del genere new wave.

## Storia
Dopo lo scioglimento del gruppo Nocturnal Projections nel 1983, i fratelli Peter e Graeme Jefferies ne fondarono un altro con Gordon Rutherford come batterista e Andrew Frengley come bassista.
Il gruppo esordì lo stesso anno con l'album omonimo, pubblicato in Nuova Zelanda dalla Flying Nun Records. L'anno seguente, dopo 18 mesi di registrazioni, venne pubblicato in proprio il secondo LP, A Beard of Bees e, nel 1985, un EP, 5 By Four, dopo il quale posero fine al progetto. Un terzo e ultimo album, In the Same Room, venne pubblicato dopo lo scioglimento della band, nel 1987 dalla Flying Nun Records; venne poi ristampato negli USA nel 1993 dalla Ajax Records includendovi i brani dell'EP 5 By Four.
Durante il decennio successivo, i loro album sono stati ristampati da diverse etichette come la Ajax Records negli Stati Uniti, anche grazie all'aumentato interesse per la carriera solista di Peter Jefferies e per il gruppo formato da Graeme Jefferies, i The Cakekitchen.
Nel 2016 venne pubblicato negli USA dalla Superior Viaduct il singolo Radio Silence / Reaching an End, i cui brani erano stati registrati nel 1984.

## Discografia
Album
- 1983 - This Kind of Punishment
- 1984 - A Beard of Bees
- 1987 - In the Same Room

Singoli ed EP
- 1985 - 5 by Four
- 2016 - Radio Silence / Reaching an End

Live
- 1988 - Live '85

## Formazione
- PeterJefferies
- Graeme Jefferies
- Gordon Rutherford: batterista
- Andrew Frengley: bassista
- Chris Matthews
- Johnny Pierce